# Caída del Fortín Magariños
La caída del fortín Magariños se produjo en la Guerra del Chaco, entre Bolivia y Paraguay, entre los días 10 y 11 de febrero de 1934. Ese fortín formaba parte de la poderosa línea fortificada entre Magariños y La China en donde se había instalado el reconstruido ejército boliviano para frenar el avance enemigo hacia el noroeste. 

## Antecedentes
Luego de la derrota de Campo Vía, el Alto Mando boliviano decidió resistir en la ‘’Línea Magariños-La China‘’. Allí, el Primer Cuerpo boliviano construyó el sistema defensivo mejor realizado durante toda la guerra. Ubicado a 11 kilómetros  delante del fortín Magariños tenía unos 32 kilómetros de largo,  en forma de una curva abierta hacia el noreste, cuyo extremo derecho se apoyaba en el río Pilcomayo. Las casamatas con troneras y cubrecabezas de madera de 50-60 cm de espesor y las profundas trincheras que se intercomunicaban entre sí eran impresionantes. La tropa que debía cubrirla podía tener el pleno convencimiento de que al amparo de esas fortificaciones difícilmente podía ser alcanzada por el fuego enemigo. Este aspecto era de suma importancia debido a la escasa experiencia bélica de los reclutas bolivianos que eran ahora mayoría en el ejército boliviano.

## Acción paraguaya sobre La China
A comienzos de febrero de 1934, las fuerzas paraguayas del Tercer Cuerpo comenzaron su avance sobre La China, en el extremo noreste. En esa zona se observó que los bolivianos trasladaban refuerzos desde Magariños hacia ese lugar. El Primer Cuerpo boliviano debía defender esa línea con dos fortines separados linealmente por 80 kilómetros pero que logísticamente tenía casi el triple de distancia. La comunicación entre el fortín Magariños y La China se realizaba a través de un camino que iba a La Chinita (117 kilómetros), y de la Chinita volvía a La China (125 kilómetros) totalizando 242 kilómetros de punta a punta. Esta situación permitía a las fuerzas paraguayas operar cómodamente contra cualquiera de ellas en forma separada.

## Un falso ataque que se convierte en verdadero
Para impedir el traslado de tropas entre esos dos puntos, el 10 de febrero, el comando paraguayo realizó un ataque ‘’demostrativo‘’ en el sector de Magariños al sólo efecto de fijar allí la mayor cantidad de efectivos. Con ligero apoyo  de artillería se inició una cautelosa aproximación al poderoso sistema defensivo. El día 11 se ocuparon algunos puestos avanzados pero al mediodía el comando paraguayo llegó a la conclusión de que el ataque demostrativo no había producido el efecto deseado pues el comando enemigo, sin darle importancia, seguía enviando refuerzos hacia La China. Se ordenó entonces incrementar la acción para hacerla más verosímil a cuyo efecto, a partir de las 14:00 horas, se avanzó cada vez más cerca. En un sector, los veteranos soldados paraguayos se dieron cuenta de que las mal regladas ametralladoras y la consiguiente ineficacia del fuego hacían que los disparos pasaran muy por arriba de los atacantes. Era evidente que los nuevos reclutas bolivianos ya no eran como aquellos contra los que se había combatido ferozmente en Nanawa, Gondra o Toledo un año antes. Así, lo que empezó con un lento avance lleno de precauciones terminó con un ataque realizado a la carrera y terminó con el desalojo de los defensores a bayoneta y machete. Para sorpresa del propio comando divisionario paraguayo, se ocuparon  300 metros de trincheras ubicadas sobre el camino que iba de Moreno al fortín Magariños.

## Avance hacia Magariños y retirada boliviana
Sin perder tiempo, el coronel Carlos Fernández, comandante de la 1.ª División, aseguró los costados de la brecha y penetró rápidamente y en profundidad 7 kilómetros rumbo al fortín Magariños sin encontrar resistencia. A su retaguardia miles de soldados bolivianos seguían sin moverse en sus trincheras. El avance hacia el fortín se suspendió al caer la tarde debido a la oscuridad y a la falta de conocimiento del terreno. Todo ocurrió tan rápido e inesperadamente que las otras Divisiones paraguayas, sin saber lo que pasaba, no pudieron sacar provecho de la situación en sus respectivos frentes. El día 12, el comando boliviano, al enterarse de esta incursión en su retaguardia, ordenó la retirada en toda la línea abandonando las trincheras sin combatir y sin dejar nada. En la retirada incendiaron el fortín Magariños.  A la noche del día 12, las patrullas paraguayas pernoctaron a 30 kilómetros más allá del fortín. En sólo 14 horas habían hecho un avance de 35 kilómetros y capturado un poderoso sistema defensivo. Los bolivianos tuvieron 60 bajas, entre muertos y heridos, los paraguayos 10 muertos y 27 heridos.